# Typhochrestus sylviae
Typhochrestus sylviae är en spindelart som beskrevs av Hauge 1968. Typhochrestus sylviae ingår i släktet Typhochrestus och familjen täckvävarspindlar.
Artens utbredningsområde är Norge. Inga underarter finns listade i Catalogue of Life.